# Orphnaeus bohlsi
Orphnaeus bohlsi är en mångfotingart som beskrevs av Carl Graf Attems 1903. Orphnaeus bohlsi ingår i släktet Orphnaeus och familjen kamjordkrypare.
Artens utbredningsområde är Paraguay. Inga underarter finns listade i Catalogue of Life.